# Jáuregui (Álava)
Jáuregui (en euskera y oficialmente Jauregi) es un concejo del municipio de Iruraiz-Gauna, en la provincia de Álava, España.

## Despoblado
Forma parte del concejo el despoblado de:
- Guipuzuri.[1]

## Historia
Hacia mediados del siglo XIX, el lugar, por entonces perteneciente a Iruraiz, tenía contabilizada una población de veinticuatro habitantes. Aparece descrito en el noveno volumen del Diccionario geográfico-estadístico-histórico de España y sus posesiones de Ultramar de Pascual Madoz con las siguientes palabras:

JAUREGUI: l. del ayunt. de Iruraiz, en la prov. de Alava (á Vitoria 4 leg.), part. jud. de Salvatierra (1), aud. terr. de Burgos (24), c. g. de las Provincias Vascongadas, dióc. de Calahorra (18). sit. en la falda del puerto de Ullibarri; clima saludable; reina el viento SO., y se padecen algunos constipados y pulmonías. Tiene 6 casas, igl. (San Martin); aneja de Ullibarri, cuyo cura la sirve, y una fuente en el térm. para los usos del vecindario. El térm. se estiende 1/4 de leg. de N. á S. y 1/2 leg. de E. á O., y confina N. Ullibarri; E. Guereñu; S. Virgala Mayor, y O. Berroci; comprendiendo en su rádio 2 montes poblados de robles y hayas. El terreno es de buena calidad, arcilloso; le atraviesa un arroyo que baja de las montañas, á cuyo pie se halla el l. El correo se recibe de la cab. del part. prod.: trigo y maiz; cria de ganado vacuno y lanar: caza de perdices y liebres. pobl.: 4 vec., 24 alm. contr. y riqueza con su ayunt. (V.)
(Madoz, 1847, p. 609)

En la actualidad, pertenece al municipio de Iruraiz-Gauna. En 2022, tenía empadronados cinco habitantes.

## Demografía
| Gráfica de evolución demográfica de Jáuregui entre 2000 y 2017 |
|                                                                |
| Población de derecho según los censos de población del INE.    |

## Patrimonio
Hubo en el concejo una iglesia de San Martín.